# Cusi Huarcay
Cusi Huarcay, född 1531, död 1586, var en inkadrottning. Hon var gift med sin bror inka Sayri Túpac av Vilcabamba (r. 1545-1558).
Hon nämns första gången då hon år 1556 åtföljde sin bror-make och dotter från Vilcabamba till de spanskkontrollerade territoriet. Hon beskrivs som en skönhet. Hon och hennes bror konverterade båda till katolicismen, och blev med påvlig dispens vigda i katolsk ceremoni i Cusco 1558. De bosatte sig sedan i spanskkontrollerat område. Hon blev änka 1561: hennes dotter ärvde maken förmögenhet, men sattes under förmynderskap av spanjorer som satte henne i kloster och inte tillät Cusi Huarcay kontroll över vare sig dotter eller pengar. 1564 lyckades hon hämta ut dottern ur klostret och förlovade henne med en godsägare hon hade slutit allians med. Det slutade med att spanjorerna förvisade godsägaren till Spanien och återinsatte dottern i kloster. Cusi Huarcay gifte om sig med en spansk soldat. Hon ansökte förgäves hos spanska guvernören om tillstånd att få återvända till Vilcabamba.